# NGC 4964
NGC 4964 је лентикуларна галаксија у сазвежђу Велики медвед која се налази на NGC листи објеката дубоког неба.
Деклинација објекта је + 56° 19' 23" а ректасцензија 13h 5m 24,8s. Привидна величина (магнитуда) објекта NGC 4964 износи 13,1 а фотографска магнитуда 14,1. NGC 4964 је још познат и под ознакама UGC 8184, MCG 9-22-7, CGCG 294-11, KARA 571, PGC 45278.